# Clavicoccus erinaceus
Espèce
Statut de conservation UICN

 EX : Éteint
Clavicoccus erinaceus est une espèce éteinte de la famille des Pseudococcidae.
Elle était endémique d'Oahu, où elle vivait sur Abutilon sandwicense.

## Source de la traduction
- (en) Cet article est partiellement ou en totalité issu de l’article de Wikipédia en anglais intitulé « Clavicoccus erinaceus » (voir la liste des auteurs).